# Diocèse de la Mayenne
Cet article court présente un sujet plus développé dans : Diocèse de Laval et Diocèse du Mans.
Le diocèse de Mayenne est un ancien diocèse de l'Église constitutionnelle en France. Créé par la constitution civile du clergé de 1790, il est supprimé à la suite du concordat de 1801. Il couvrait le département de la Mayenne. Le siège épiscopal était Laval.